# Lunatic Soul II
Lunatic Soul II is een studioalbum van Mariusz Duda ondergebracht in een muziekproject genaamd Lunatic Soul. Op het album opnieuw muziek die Duda die niet kwijt kon in zijn muziekgroep Riverside. De muziek ligt in het verlengde van het voorgaande album Lunatic Soul, maar is wat lichter van klank. Dit maakt het album minder somber dan zijn voorganger. Het album is opgenomen in de Serakos Studio in Warschau, Polen, thuisland van Duda. De muziek lijkt op de rustige passages van Porcupine Tree met ritmes van de vroege albums van Peter Gabriel. 

## Musici
- Marius Duda – zang, basgitaar, akoestische gitaar, toetsinstrumenten, percussie
- Maciej Szelenbaum – toetsinstrumenten, dwarsfluit
- Rafal Buczek – toetsinstrumenten, loop
- Wawrzyniec Dramoawicz – slagwerk

## Muziek
Alle van Duda, behalve waar aangegeven:

| Nr. | Titel                                                        | Duur  |
| --- | ------------------------------------------------------------ | ----- |
| 1.  | The in-between kingdom                                       | 6:48  |
| 2.  | Otherwhere                                                   | 2:48  |
| 3.  | Suspended in whiteness (A. This heaven; B. Don’t feel alive) | 7:56  |
| 4.  | Asoulum                                                      | 6:23  |
| 5.  | Limbo (Duda, Szelenbaum)                                     | 1:52  |
| 6.  | Escape from paradice (Duda, Szelenbaum)                      | 4:38  |
| 7.  | Transition (Duda, Szelenbaum)                                | 11:07 |
| 8.  | Gravestone Hill                                              | 3:41  |
| 9.  | Wanderings (Duda, Buczek)                                    | 5:28  |